# George Harper
Pour les articles homonymes, voir George Harper (homonymie) et Harper.
George Harper (né le 10 juillet 1992 à Basingstoke en Angleterre) est un coureur cycliste britannique.

## Palmarès
- 2015
  - Severn Bridge Road Race[1]
  - Tour Series hill climb[2]
- 2017
  - 1re étape de la Totnes-Vire National Stage Race

## Classements mondiaux
| Année           | 2016   |
| --------------- | ------ |
| UCI Europe Tour | 1 689e |
| UCI Asia Tour   | 121e   |